# Naturschutzgebiet Schmittwassertal

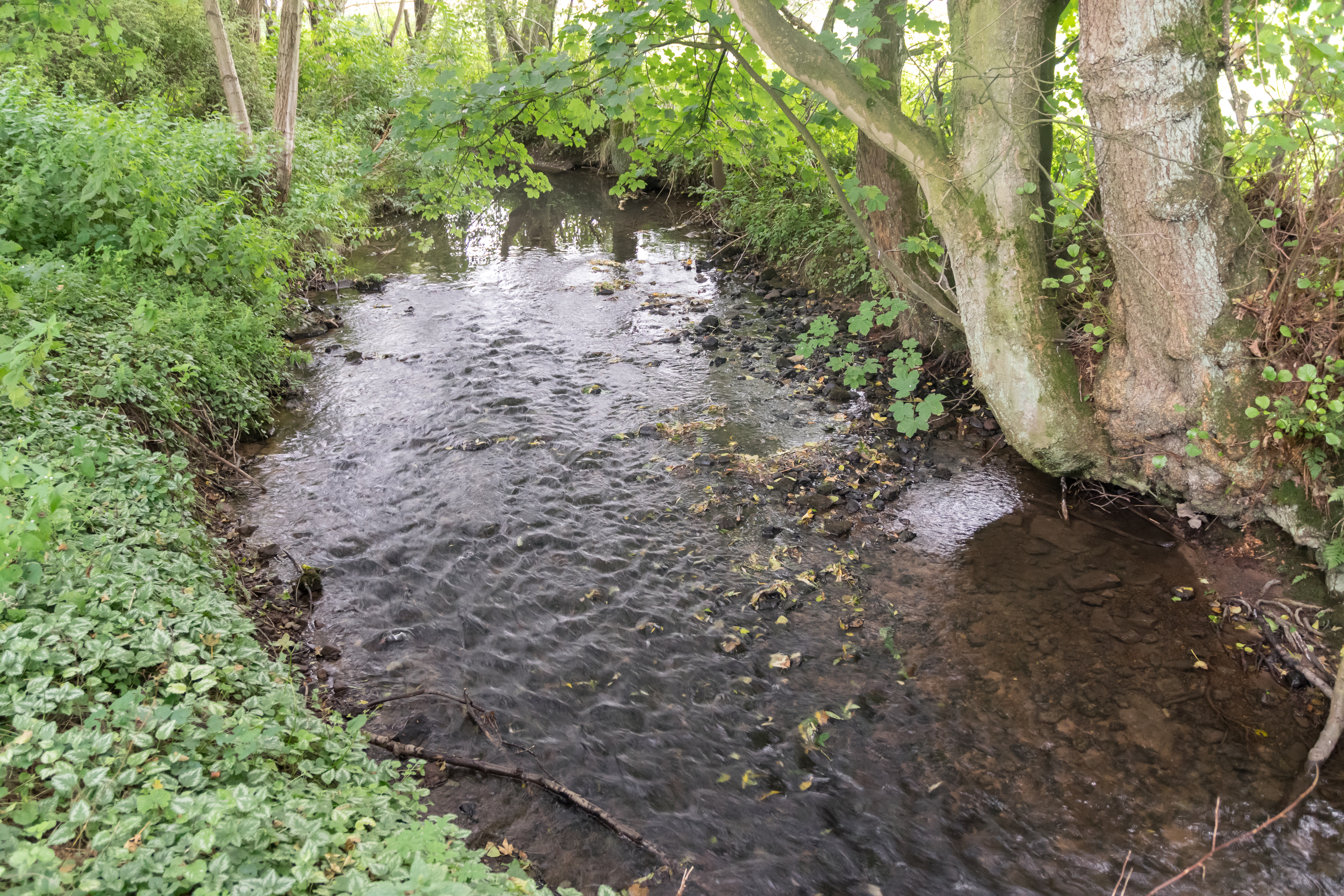
Schmittwasser im Naturschutzgebiet Schmittwassertal

Das Naturschutzgebiet Schmittwassertal liegt auf dem Gebiet der Stadt Lichtenau im Kreis Paderborn in Nordrhein-Westfalen. Das 53,6 ha große Gebiet um das Schmittwasser wurde im Jahr 2014 als Naturschutzgebiet (NSG) mit dem Landschaftsplan Lichtenau durch den Kreistag des Kreises Paderborn ausgewiesen.

## Beschreibung
Das Schutzgebiet liegt südlich von Herbram, gehört aber zur Gemarkung Asseln. Das NSG umfasst den Bereich des Glasewassers zwischen Singermühle und Herbram sowie das Schmittwasser und den Glasebach zwischen Herbram und Iggenhausen und besteht aus vier Teilflächen. Das Schutzgebiet grenzt im Osten an das NSG Glasebruch und wird westlich von Iggenhausen als NSG Sauertal weitergeführt. Das Schutzgebiet grenzt direkt an Dorfsiedlungsbereiche. Es umfasst Fließgewässer mit bachbegleitenden Erlengehölzen und Feuchtgrünlandflächen. An steilen Grünlandhängen liegen Magerwiesen, Borstgrasrasen und Kalkhalbtrockenrasen.
Die Fischteichanlagen im Schutzgebiet sollen nach Ablauf der bestehenden Erlaubnis zurückgebaut oder so umgestaltet werden, dass die ökologische Durchgängigkeit der Bäche wiederhergestellt wird. Die landwirtschaftlich genutzten Flächen sollen extensiv als Wiesen, Mähweiden oder Weiden genutzt werden. Ausdehnende Gebüsche auf den Halbtrockenrasen, Magergrünlandflächen und extensiv genutzten Weiden sollen entfernt werden. Fichtenparzellen, insbesondere auf grundwasserbeeinflussten Standorten und auf Flächen mit floristischer und faunistischer Bedeutung, sollen entfernt bzw. umgebaut werden.